# Приймак Сергій Васильович
Сергі́й Васи́льович Прийма́к (29 грудня 1988 — 21 серпня 2014) — сержант Збройних сил України, учасник російсько-української війни.

## Життєвий шлях
Народився 1988 року в селі Полиці (Камінь-Каширський район, Волинська область). Його мама працювала вчителькою. Закінчив Полицьку загальноосвітню школу.
Був мобілізований 9 квітня 2014 року, командир відділення 51-ї окремої механізованої бригади. Після підготовки здійснював охорону поїздів із боєприпасами в Запорізькій області, потім був направлений на Донеччину.
Підрозділ Сергія охороняв блокпост у полі між райцентром Мар'їнка і селом Новомихайлівка (Мар'їнський район) в Донецькій області. Більше тижня бійці відбивали напади російських бойовиків. Сергій дістав смертельні поранення під час мінометного обстрілу блокпоста, ще троє військовиків тоді було поранено.
Похований у селі Полиці 24 серпня 2014-го.
Без Сергія лишились батьки, сестри.

## Нагороди та вшанування
За особисту мужність і героїзм, виявлені у захисті державного суверенітету та територіальної цілісності України, вірність військовій присязі під час російсько-української війни, відзначений — нагороджений
- орденом «За мужність» III ступеня (17.7.2015, посмертно)
- нагороджений відзнакою 51-ї ОМБр «За мужність та відвагу» (посмертно)
- Його портрет розміщений на меморіалі «Стіна пам'яті полеглих за Україну» у Києві: секція 3, ряд 5 місце 5
- Вшановується 21 серпня на щоденному ранковому церемоніалі вшанування українських захисників, які загинули цього дня у різні роки внаслідок російської збройної агресії[1]